# Roman Jan Danilewicz

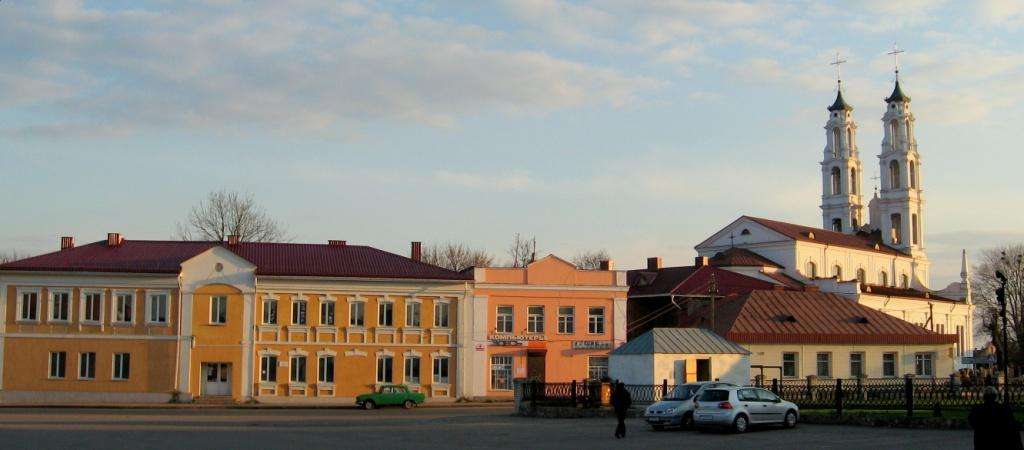
Oszmiana - stolica dawnego powiatu oszmiańskiego

Roman Jan Danilewicz (Danielewicz) herbu Ostoja (zm. w 1685) – właściciel dóbr Świrany, zastawny posiadacz majątku Korciany, podkomorzy oszmiański, chorąży oszmiański, podstoli oszmiański, starosta inturski, poseł na Sejm I Rzeczypospolitej.

## Życiorys
Roman Jan Danilewicz wywodził się z rodziny należącej do rodu heraldycznego Ostojów (Mościców). O Danilewiczu i jego rodzinie pisał Kasper Niesiecki w Herbarzu Polskim. 
Roman Jan Danilewicz związany był z Ziemią Wileńską. Działał na terenie dawnego pow. oszmiańskiego, gdzie sprawował liczne funkcje i urzędy. Posłował na Sejm elekcyjny w 1669 roku będąc w tym czasie podstolim oszmiańskim i starostą inturskim. W roku 1672 uczestniczył w obradach sejmiku oszmiańskiego jako zaufany stronnik Michała Kazimierza Paca, hetmana wielkiego litewskiego. Był jednym z posłów litewskich, którzy brali udział w zjeździe warszawskim i sejmie pacyfikacyjnym 1673 roku. Posłował na sejm elekcyjny w 1674 roku, gdzie oddał głos na Jana Sobieskiego. Wówczas piastował urząd chorążego oszmiańskiego i starosty inturskiego. W roku 1675 był jednym z egzekutorów testamentu hetmana Michała Kazimierza Paca. Poseł sejmiku oszmiańskego na sejm 1678/1679 roku. W dniu 19 XII 1679 roku został podkomorzym oszmiańskim po rezygnacji konkurentów i na rokach w Oszmianie bez sprzeciwów objął urząd. Z jakiegoś powodu szlachta jednak miała zastrzeżenia do niego skoro w roku 1681 prosiła króla o potwierdzenie jego nominacji i skarżyła się, że pozostaje bez sądów podkomorskich. 
Roman Danilewicz wstępował w związki małżeńskie dwukrotnie. Jego pierwszą żoną była Zofia Bartoszewska. Poprzez drugie małżeństwo Danilewicz związał się z magnacką rodziną litewską Paców herbu Gozdawa. Poślubił w roku 1670 Katarzynę, córkę Hieronima Dominika Paca (syna Piotra, wojewody trockiego) i Anny Wojnianki. Jego małżonka dostała tego roku w posagu od matki dobra Bolniki (alias Dubrowszczyzna) w pow. wiłkomirskim. Była też dziedziczką Wierzchówki w pow. oszmiańskim. W roku 1679 Roman Danilewicz kupił od książąt Hieronima i Konstancji z Sapiehów małżonków Sanguszków Świrany w pow. oszmiańskim za 25 000 zł. W roku 1680 wziął w zastaw majątek Korciany na Żmudzi od szwagra Piotra Michała Paca, starosty brasławskiego i jego żony Tekli Wołłowiczówny. W roku 1685 już nie żył. Owdowiała Katarzyna z Paców Danilewiczowa w 1689 roku kupiła od stryja Kazimierza Paca, biskupa żmudzkiego majątek Zanarocz (alias Koziniec) w pow. oszmiańskim. Posiadała także Wielkie Sioło i Uzłę Wielką w tymże powiecie. Zmarła w 1710 roku. 
Roman Jan i Katarzyna z Paców małżonkowie Danilewiczowie mieli córkę Teresę, zamężną za Krzysztofem Sulistrowskim i synów: Piotra, słuchacza Akademii Wileńskiej w 1691 roku, Kazimierza i Michała, starostę plotelskiego.